# Paço dos Henriques
O Paço dos Henriques, igualmente conhecido como Paço Real da Vila ou Paço das Alcáçovas, é um monumento histórico na vila e freguesia de Alcáçovas, no município de Viana do Alentejo, no Alentejo, em Portugal.
Foi construído nos finais do século XIII, no local do antigo castelo, por ordem do rei D. Dinis, para servir como residência real. Ficou principalmente conhecido por ter sido o local de assinatura do Tratado de Alcáçovas, em 1479. O Paço é considerado um dos principais monumentos no concelho de Viana do Alentejo. Foi classificado como Imóvel de Interesse Público em 1993.

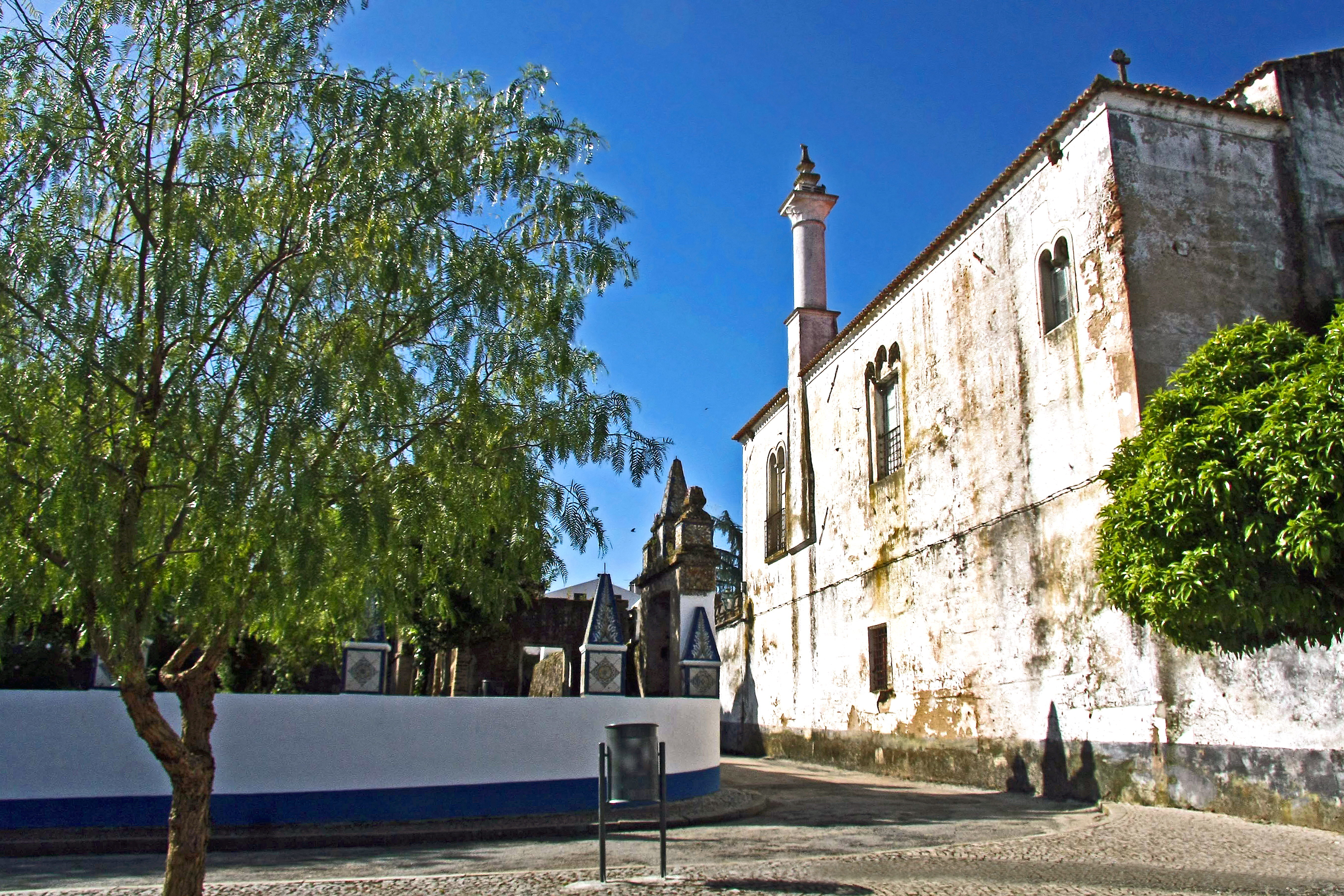
Vista do Paços dos Henriques, em 2012.

## Descrição
O edifício situa-se junto à Praça da República, no centro da vila de Alcáçovas.
O Paço apresenta uma miscelânea de estilos, sendo principalmente baseada na arquitectura gótica, com traços típicos do Manuelino regional. Também tem elementos renascentistas, e algumas influências da Arte mudéjar, nomeadamente nos embrechamentos das fachadas
Além do palácio em si, o complexo inclui uma capela de Nossa Senhora da Conceição e um jardim. Este último, igualmente conhecido como Jardim das Conchinhas ou Horto do Paço dos Henriques, está separado do edifício pela Rua do Paço. Tem uma planta de forma rectangular, ocupando uma área com cerca de 950 m², e é composto pela zona ajardinada com um oratório, várias infraestruturas hidráulicas e de lazer, incluindo um poço, uma nora, um tanque, um aqueduto, uma fonte e um conjunto de janelas conversadeiras. Realça-se igualmente o pavimento, no estilo granadino, e a decoração em embrechados nas paredes e muros.

Depois de obras de restauro em 2016, o edifício passou a funcionar como um espaço cultural e turístico, incluindo o auditório Tomás Ribas, um posto de turismo, e três salas de exposição, duas temporárias e uma permanente, dedicada à arte do fabrico dos chocalhos, classificada pela UNESCO como Património Cultural Imaterial com Necessidade de Salvaguarda Urgente.

## História

### Antecedentes e construção
A ligação entre a povoação de Alcáçovas e a coroa portuguesa poderá ter-se iniciado em 1271, quando o rei D. Afonso III entrou em acordo com o Bispo de Évora, D. Durando I, recebendo o senhorio temporal do Vimieiro, Arraiolos e Alcáçovas, enquanto que o cabido ficaria com o poder espiritual. Segundo o padre Joaquim Pedro de Alcântara na sua obra Breves Memorias da Villa das Alcaçovas, este acordo foi feito na sequência de disputas entre o monarca e o bispado de Évora pela jurisdição naquela região do Alentejo, tendo o antecessor de Durando, D. Martinho I, concedido o foral a Alcáçovas em 1259. O rei D. Afonso III recebeu o título de senhor das Alcáçovas, tendo dando um grande impulso à povoação, e ascendeu-a à categoria de vila. Segundo algumas fontes, o monarca terá confirmado o foral de D. Martinho e elaborado um novo em 26 de Abril de 1279. O processo de desenvolvimento prosseguiu com o seu sucessor, D. Dinis, que concedeu à vila diversos privilégios, incluindo a reformulação do foral afonsino em 28 de Fevereiro de 1283, e em 15 de Fevereiro de 1299 concedeu um novo foral à vila. Terá igualmente ordenado a construção, no local do antigo castelo, de um grande palácio, que foi concluído em 1290. O monarca teve uma especial apreciação pela vila de Alcáçovas, por ser um local que mantinha um clima aprazível durante a maior parte do ano, visitando-a especialmente de Verão. O paço tornou-se numa residência habitual da família real portuguesa no Século XIV.
Posteriormente, o rei D. Pedro entregou a vila de Alcáçovas ao Conde de Castro Xerez, D. Fernando de Castro, que tinha fugido para Portugal devido à perseguição do rei Henrique II de Castela durante a Guerra dos Dois Pedros, que opôs aquele monarca ao seu irmão, Pedro I de Castela. Uma vez que D. Fernando de Castro prosseguiu depois a sua viagem para Inglaterra, Alcáçovas regressou à posse da coroa portuguesa. A vila foi depois entregue por D. João I a Nuno Álvares Pereira, passando a fazer parte da Casa de Bragança.

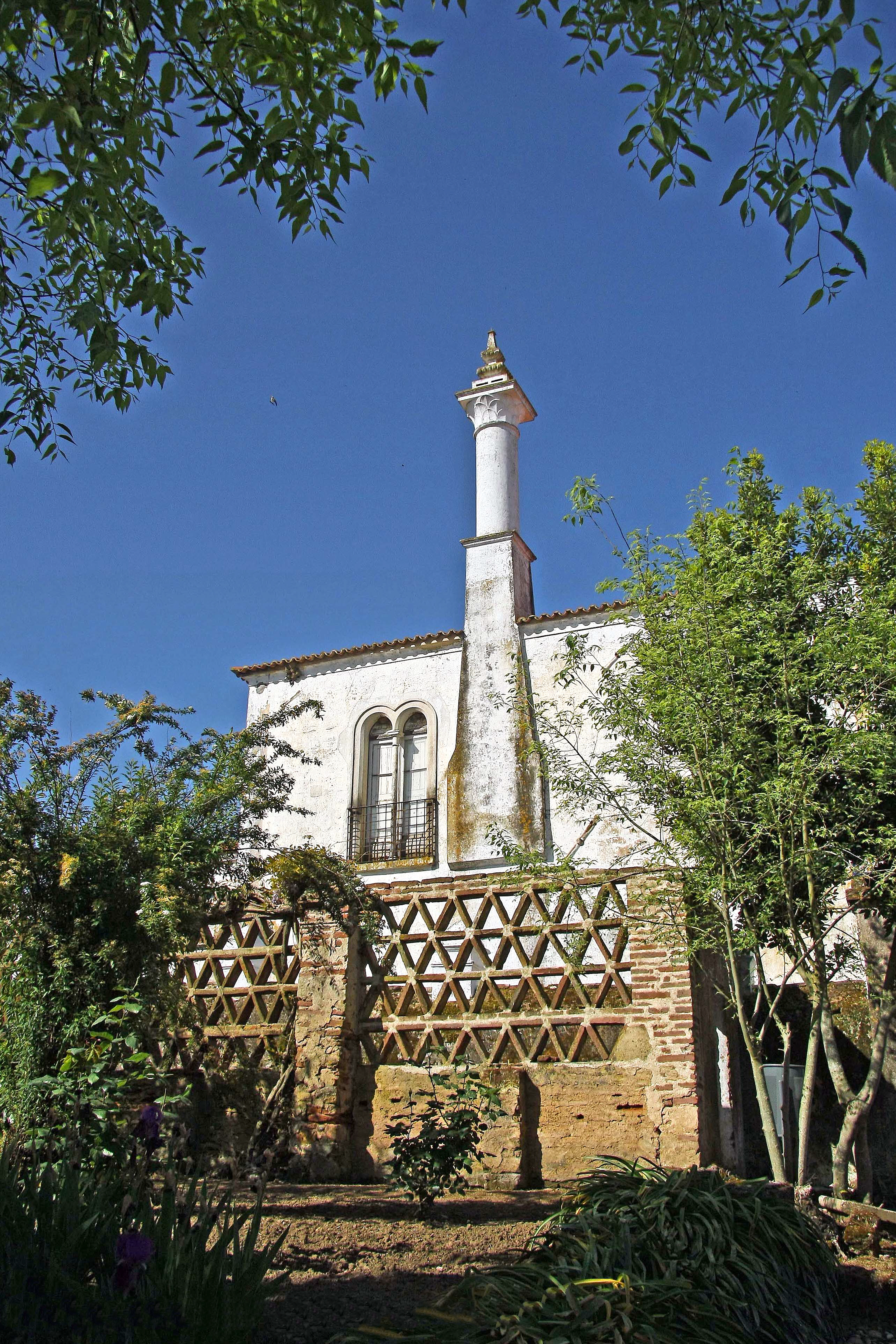
Paço dos Henriques em 2011, sendo visível a vedação com formas geométricas e a chaminé.

### Séculos XV e XVI
O Duque D. Fernando II ofereceu-a depois ao seu irmão João, senhor de Montemor-o-Novo, regressando para a coroa após a sua morte. Em 1435, D. Duarte confirmou a classificação de Alcáçovas como vila. Em 1447, D. Afonso V recebeu em Alcáçovas o embaixador castelhano Garcia Sanchez de Toledo, tendo nesse ano sido ali assinado o contrato nupcial da princesa D. Isabel com o Rei de Castela, D. João II. Em 1457 foi organizado um segundo tratado de casamento em Alcáçovas, entre a princesa D. Beatriz e o Infante D. Fernando, Duque de Viseu. Em 4 de Setembro de 1479, foi assinado no paço o importante Tratado das Alcáçovas, que terminou a Guerra de Sucessão de Castela, e que poderá ter sido o primeiro no mundo a regular a partilha do globo entre duas nações, ao determinar que colónias é que pertenciam a cada país. Anteriormente nesse ano, também tinha sido assinado em Alcáçovas o Tratado das Terçarias de Moura, que serviu como preliminar ao tratado de 4 de Setembro, e que foi relativo à sucessão dinástica. O Tratado das Alcáçovas foi depois ratificado em 6 de Março de 1480, na cidade de Toledo, em Espanha.
Posteriormente, D. Afonso V cedeu a vila a D. Fernando Henriques, que lutou pelo lado português, apesar de ser filho do rei Henrique II de Castela, tornando-se no primeiro Senhor das Alcáçovas. Desta forma, iniciou-se um período de domínio feudal sobre a vila, que perdurou até ao Século XIX, tendo alguns dos Senhores das Alcáçovas granjeado fama pelos seus feitos militares, tanto em Portugal continental como no ultramar. O palácio passou assim a ser utilizado como a sede do condado. O rei D. João II também residiu no paço, tendo sido ali que recebeu D. Afonso da Silva, embaixador da coroa castelhana, e escreveu o seu testamento, em 20 de Setembro de 1495, onde nomeou D. Manuel como seu sucessor. D. Manuel confirmou os privilégios já concedidos pelos seus antecessores a Alcáçovas, e concedeu à vila um novo foral, em 10 de Setembro de 1512. O edifício também ficou conhecido por ter sido o local de vários casamentos da família real. Foi também neste período que um dos senhores de Alcáçovas ordenou a construção da Capela junto ao Paço, originalmente dedicada a São Jerónimo, mas que mudou de invocação após ter-se instalado no seu interior a Irmandade de Nossa Senhora da Conceição, em 1680. A instalação da capela levou a grandes alterações na área residencial.

### Séculos XVI a XIX
O Paço sofreu grandes obras de modificação durante o século XVI, que incluíram a instalação da Capela de São Jerónimo. Por seu turno, o jardim poderá ter sido instalado entre os séculos XVI e XVII, de forma a criar uma zona de lazer junto ao Paço. Durante sondagens arqueológicas em meados da Década de 2010, foram encontradas várias estruturas enterradas, como muros e pavimentos, e camadas de aterros, provavelmente ligados a obras de modelação do jardim, durante o século XVII. Porém, a zona já tinha sido ocupada antes desta data, uma vez que foram igualmente descobertos muros e pavimentos, e níveis de aterro e derrube, que pertencem a um período anterior ao século XVI.
Posteriormente, o edifício foi utilizado como Casa Nobre, e como solar pela família Henriques e outras importantes dinastias da região, não tendo sobrevivido quaisquer traços do palácio do século XIV. Nos finais do século XIX, parte do antigo jardim foi eliminado, de forma a se poder instalar a Praça da República.

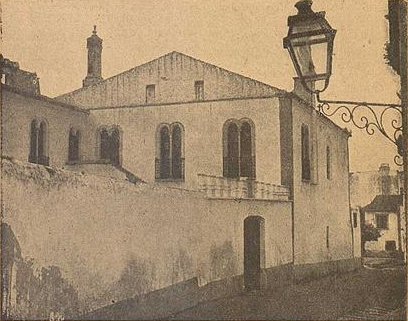
Fotografia do Paço dos Henriques, publicada na obra A Vila de Alcáçovas, de 1924.

### Séculos XX e XXI
Em 1924, o edifício estava arrendado a uma das principais famílias de Alcáçovas. O Paço dos Henriques foi classificado como Imóvel de Interesse Público pelo Decreto n.º 45/93, publicado no Diário da República n.º 280, Série I-B, de 30 de Novembro de 1993.
Depois de vários anos encerrado, o paço foi alvo de profundas obras de requalificação na Década de 2010, no sentido de reaproveitar o edifício para fins culturais e turísticos, tendo sido planeada a instalação de uma biblioteca, um posto de turismo, um núcleo museológico, um auditório e um centro documental. Esta intervenção também abrangeu a zona envolvente, como o horto, a Capela das Conchinhas e a Praça da República. Esta intervenção foi feita pela Câmara Municipal de Viana do Alentejo, tendo sido entregue à empresa Constructora Vila Franca. Custou mais de um milhão e setecentos mil Euros, financiados em 85% pelo Fundo Europeu de Desenvolvimento Regional, como parte do Quadro de Referência Estratégica Nacional / Alentejo, após uma candidatura da autarquia ao INALENTEJO - Programa Operacional Regional do Alentejo. Em Abril de 2015, as obras estavam a decorrer a bom ritmo, estando em fase de acabamento em Dezembro desse ano, tendo já sido concluídas na capela e no oratório, faltando ainda alguns trabalhos no interior do edifício, no horto e na Praça da República. As obras já estavam concluídas em Julho de 2016, estando nessa altura planeada a instalação de espaços pedagógicos e de exposições temporárias no piso térreo, enquanto que o primeiro andar iria albergar um centro de documentação, salas para exposições semipermanentes sobre a UNESCO, a produção de chocalhos, a paisagem, a história da vila e do concelho, e um espaço de trabalho.
O Paço dos Henriques foi inaugurado, após as obras de requalificação, em 4 de Setembro de 2016, numa cerimónia que teve a presença do ministro adjunto, Eduardo Cabrita, do ministro da Agricultura, Luís Capoulas Santos, do subdirector geral do Património Cultural, David Santos, e outros representantes do governo e das autoridades regionais e locais. O presidente da Câmara Municipal de Viana do Alentejo, Bernardo Bengalinha Pinto, recordou a importância histórica do paço, e destacou a forma como o plano de requalificação fez com «o espaço regresse às suas origens e volte a ser um espaço global», passando a ser uma «peça fundamental na salvaguarda do nosso património cultural e na sua relação moderna com o turismo». Eduardo Cabrita classificou o processo como «um bom exemplo a nível local que deve ser repetido em todo o país». A cerimónia incluiu uma série de conferências sobre o programa PAGUS, que tem como finalidade a promoção do turismo sustentável e a preservação da paisagem e do património cultural imaterial euro-mediterrânico, e uma missa evocativa da família Henriques na Igreja Matriz de Alcáçovas.
Entre Junho e Agosto de 2020, albergou a exposição de miniaturas Janelas do Alentejo, de Carlos Figueira. Igualmente em Agosto, a Direcção Regional de Cultura do Alentejo organizou uma visita ao monumento, no âmbito do seu programa Alentejo, Patrimónios, que tinha como fim divulgar a cultura e as artes tradicionais, e promover novas dinâmicas económicas e turísticas na região. Em Setembro, foi organizado um ciclo de quatro conferências no Paço dos Henriques, em comemoração dos 541 anos da assinatura do Tratado de Alcáçovas. Em Outubro desse ano, o monumento foi visitado pelo embaixador dos Estados Unidos da América em Portugal, George Glass, durante uma viagem pelo país, organizada no âmbito do final do seu mandato.
Entre 2015 e 2016, foram feitos trabalhos arqueológicos no horto, no âmbito de um programa de recuperação daquela área, tendo sido descobertos vários níveis de alterações, incluindo aterros dos Séculos XIX e XX para nivelamento do solo, e várias estruturas e camadas de datas anteriores. Desta forma, constatou-se que anteriormente o horto estava dividido em duas zonas distintas, uma funcional, composta por um logradouro e o espaço do engenho hidráulico, e outra com fins recreativos, assinalada pela presença de elementos decorativos. Estes dois espaços eram divididos por outras estruturas, como nichos ou o aqueduto. Foram encontrados indícios de um edifício antigo, que estava dividido em três compartimentos, sendo um deles uma cozinha com lareira, enquanto que o outro deveria ser um local de repouso ou uma sala, pelo qual se fazia o acesso ao horto, e que tinha um armário embutido na parede. O terceiro compartimento, de pequenas dimensões, poderá ter sido utilizado como sala de arrumos. Este provavelmente poderá ser a Casa do Hortelão, que foi referida num documento de 1680. Foram igualmente descobertos vestígios de estruturas lúdicas, como janelas conversadeiras, e de jardinagem, como floreiras, canteiros e canalizações, além de partes do pavimento no estilo granadino, e elementos decorativos. Em termos de espólio, foram recolhidos principalmente peças de cerâmica comum e de construção.

## Leitura recomendada
- SILVA, André Lourenço e (2012). Conservação e Valorização do Património: Os embrechados do Paço das Alcáçovas. Lisboa: Esfera do Caos. 336 páginas. ISBN 9789896800550